# Renosteria spadix
Renosteria spadix är en insektsart som beskrevs av Naudé 1926. Renosteria spadix ingår i släktet Renosteria och familjen dvärgstritar. Inga underarter finns listade i Catalogue of Life.